# Bradley Beal
Bradley Emmanuel Beal (San Luis, Missouri, 28 de junio de 1993) es un jugador de baloncesto estadounidense que pertenece a la plantilla de Los Angeles Clippers de la NBA. Con 1,93 metros de estatura, juega en la posición de escolta.

## Trayectoria deportiva

### High School
Beal asistió al Chaminade College Preparatory School en San Luis, y participó en el Campeonato Mundial de Baloncesto Sub-17 de 2010 con la selección estadounidense, ganando la medalla de oro y promediando 18 puntos por partido. Durante su último año en el instituto, Beal promedió 32.5 puntos, 5.7 rebotes y 2.8 asistencias por partido. Al final de la temporada fue nombrado Mr. Show-Me Basketball, premio que recibe el mejor jugador de instituto del estado de Misuri. En 2011 también recibió el Gatorade National Player of the Year.

### Universidad
Jugó durante una temporada con los Gators de la Universidad de Florida, en las que promedió 14,8 puntos, 6,7 rebotes y 2,2 asistencias por partido. En su única campaña con los Gators fue incluido en el mejor quinteto de la Southeastern Conference y en el quinteto de freshman de la conferencia, además de formar parte del mejor quinteto del torneo de la West Region y de la SEC. El 13 de abril de 2012, Beal anunció que renunciaba a su segunda temporada en la universidad y se presentaba al Draft de la NBA.

#### Estadísticas
| Año     | Equipo  | PJ | PT | MPP  | %TC  | %3P  | %TL  | RPP | APP | ROB | TPP | PPP  |
| ------- | ------- | -- | -- | ---- | ---- | ---- | ---- | --- | --- | --- | --- | ---- |
| 2011–12 | Florida | 37 | 37 | 34.2 | .445 | .339 | .769 | 6.7 | 2.2 | 1.4 | 0.8 | 14.8 |

### Profesional

#### Washington Wizards (2012-2023)

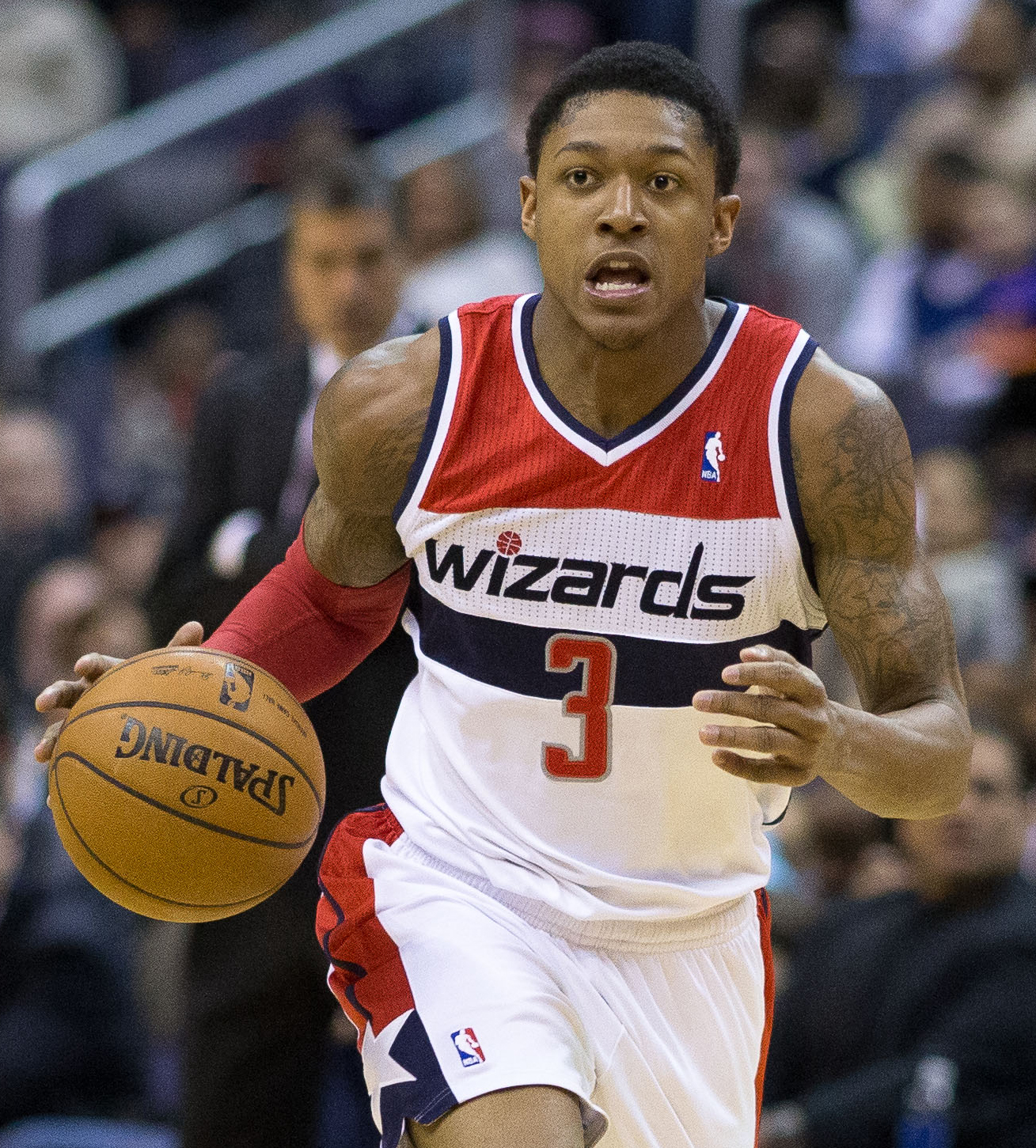
Beal en 2013.

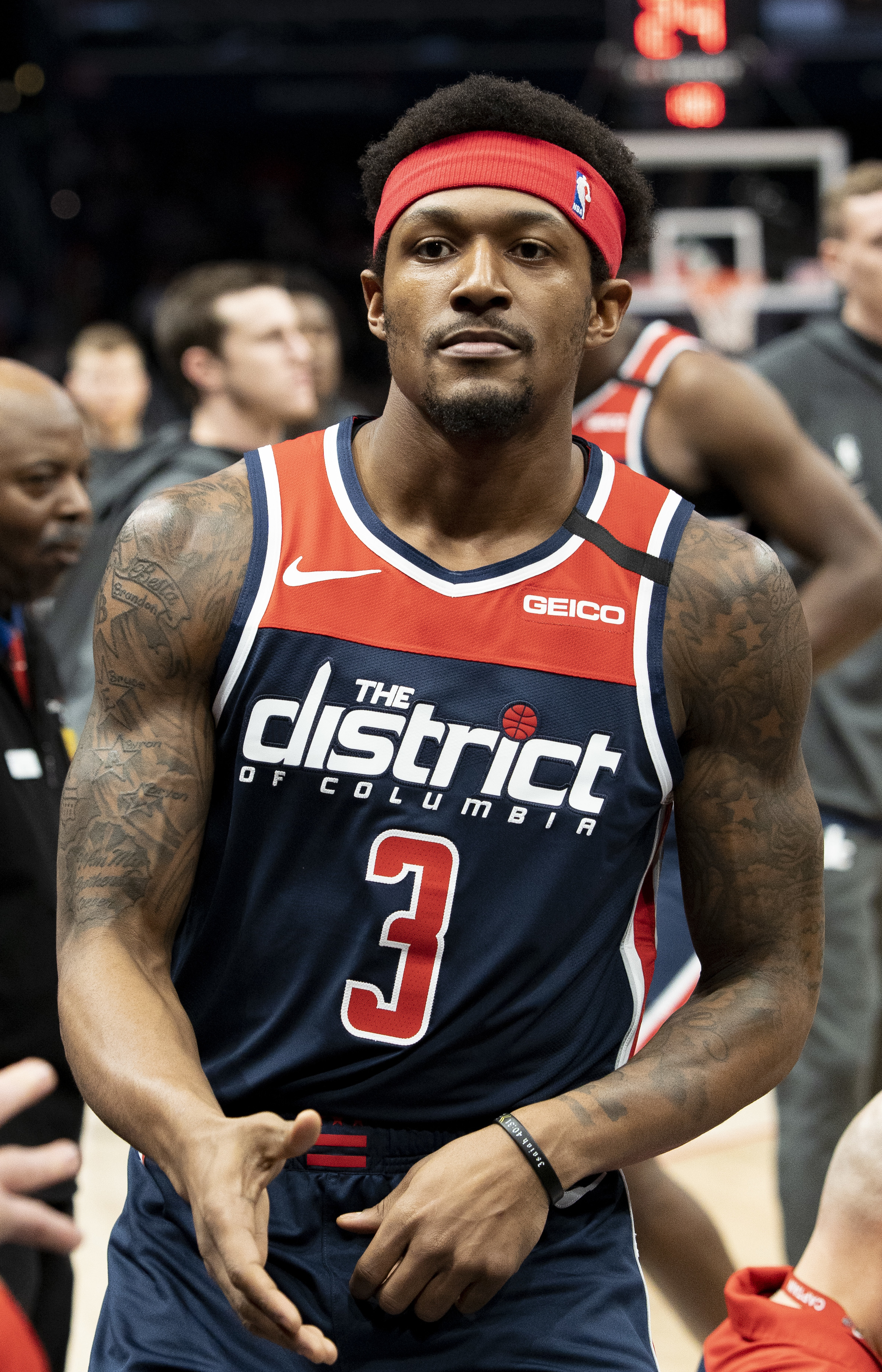
Beal con los Wizards en 2020.

El 28 de junio de 2012, fue elegido en la tercera posición del Draft de la NBA de 2012 por los Washington Wizards. Beal eligió usar el número 3, ya que creció siendo un fanático de Allen Iverson.
Fue nombrado Rookie (Novato) del Mes de la Conferencia Este en diciembre de 2012 y enero de 2013. El 4 de enero de 2013, en un partido contra los Brooklyn Nets, Beal anotó entonces su récord personal de 24 puntos y encesto un triple para enviar el partido a la segunda prórroga en una dolorosa derrota.
Fue seleccionado para participar en el Rising Stars Challenge en el All-Star Weekend de la NBA de 2013. El 3 de abril de 2013, se informó que Beal se perdería el resto de la temporada debido a una lesión en el tobillo izquierdo. Al final de la temporada, tras haber jugado 56 encuentros, fue nombrado en el Mejor quinteto de rookies de la NBA de 2013, y finalizó tercero en la votación por el premio de Rookie del Año de la NBA. El 10 de noviembre de 2013, Beal superó su récord personal al anotar 34 puntos en una derrota en prórroga ante los Oklahoma City Thunder. Más tarde esa misma temporada, Beal volvió a establecer un nuevo récord personal, ahora anotando 37 puntos en una derrota ante los Memphis Grizzlies.
Beal terminó como subcampeón en el Concurso de Triples en el All-Star Weekend de la NBA de 2014 en Nueva Orleans, siendo derrotado por Marco Belinelli.
En 2014, Beal y los Wizards vencieron a los Chicago Bulls en la primera ronda de los Playoffs de la Conferencia Este, avanzando el equipo a la segunda ronda, una hazaña que el equipo no había alcanzado desde 2005. En la segunda ronda, los Wizards fueron derrotados por los Indiana Pacers en seis partidos, finalizando la serie con 4-2 a favor de los Pacers.
En octubre de 2014, comenzando la pretemporada, ante Charlotte Hornets, sufrió una lesión en su muñeca izquierda que le mantendría fuera de las canchas de baloncesto unos dos meses.
Durante su novena temporada en Washington, el 18 de febrero de 2021, fue elegido por tercera vez, la primera como titular, para disputar el All-Star Game que se celebró en Atlanta.
Ya en su décimo año con los Wizards, el 8 de febrero de 2022, se sometió a una operación en la muñeca izquierda, que puso fin a su temporada, habiendo jugado 40 partidos ese año, con su máximo en asistencias (6,6 por partido), pero su peor porcentaje en tiro de tres (30%).
El 30 de junio de 2022 acuerda una extensión de contrato con los Wizards por 5 años y $251 millones.

#### Phoenix Suns (2023-2025)
Tras once temporadas en Washington, el 18 de junio de 2023 es traspasado, junto a Jordan Goodwin, a Phoenix Suns a cambio de Chris Paul y Landry Shamet. En su primer partido de regreso a Washington, el 4 de febrero de 2024, anota 43 puntos ante los Wizards.

#### Los Angeles Clippers (2025-presente)
Tras dos temporadas en Phoenix, el 16 de julio de 2025, acuerda una rescisión de contrato con los Suns para firmar por dos años y $11 millones con Los Angeles Clippers.

### Selección nacional
En 2009 participó con Estados Unidos en el Campeonato FIBA Américas Sub-16 celebrado en Argentina y proclamándose campeón.
Al año siguiente, fue integrante de la selección júnior de Estados Unidos que se llevó el oro en el Mundial Sub-17 de 2010, celebrado en Hamburgo (Alemania), donde fue nombrado MVP del torneo.

## Estadísticas de su carrera en la NBA
|  | Líder de la liga |

### Temporada regular
| Año      | Equipo     | PJ  | PT  | MPP  | %TC  | %3P  | %TL  | RPP | APP | ROB | TPP | PPP  |
| -------- | ---------- | --- | --- | ---- | ---- | ---- | ---- | --- | --- | --- | --- | ---- |
| 2012-13  | Washington | 56  | 46  | 31.2 | .410 | .386 | .786 | 3.8 | 2.4 | .9  | .5  | 13.9 |
| 2013-14  | Washington | 73  | 73  | 34.7 | .419 | .402 | .788 | 3.7 | 3.3 | 1.0 | .2  | 17.1 |
| 2014-15  | Washington | 63  | 59  | 33.4 | .427 | .409 | .783 | 3.8 | 3.1 | 1.2 | .3  | 15.3 |
| 2015-16  | Washington | 55  | 35  | 31.1 | .449 | .387 | .767 | 3.4 | 2.9 | 1.0 | .2  | 17.4 |
| 2016-17  | Washington | 77  | 77  | 34.9 | .482 | .404 | .825 | 3.1 | 3.5 | 1.1 | .3  | 23.1 |
| 2017-18  | Washington | 82  | 82  | 36.3 | .460 | .375 | .793 | 4.4 | 4.5 | 1.2 | .4  | 22.6 |
| 2018-19  | Washington | 82  | 82  | 36.9 | .475 | .351 | .808 | 5.0 | 5.5 | 1.5 | .7  | 25.6 |
| 2019-20  | Washington | 57  | 57  | 36.0 | .455 | .353 | .842 | 4.2 | 6.1 | 1.2 | .4  | 30.5 |
| 2020-21  | Washington | 60  | 60  | 35.8 | .485 | .349 | .889 | 4.7 | 4.4 | 1.2 | .4  | 31.3 |
| 2021-22  | Washington | 40  | 40  | 36.0 | .451 | .300 | .833 | 4.7 | 6.6 | .9  | .4  | 23.2 |
| 2022-23  | Washington | 50  | 50  | 33.5 | .506 | .365 | .842 | 3.9 | 5.4 | .9  | .7  | 23.2 |
| 2023-24  | Phoenix    | 53  | 53  | 33.3 | .513 | .430 | .813 | 4.4 | 5.0 | 1.0 | .5  | 18.2 |
| 2024-25  | Phoenix    | 53  | 38  | 32.1 | .497 | .386 | .803 | 3.3 | 3.7 | 1.1 | .5  | 17.0 |
| Total    | Total      | 801 | 752 | 34.4 | .464 | .376 | .821 | 4.1 | 4.3 | 1.1 | .4  | 21.5 |
| All-Star | All-Star   | 3   | 1   | 21.7 | .514 | .433 | —    | 1.0 | 2.3 | 1.0 | .0  | 17.0 |

### Playoffs
| Año   | Equipo     | PJ | PT | MPP  | %TC  | %3P  | %TL  | RPP | APP | ROB | TPP | PPP  |
| ----- | ---------- | -- | -- | ---- | ---- | ---- | ---- | --- | --- | --- | --- | ---- |
| 2014  | Washington | 11 | 11 | 41.6 | .424 | .415 | .796 | 5.0 | 4.5 | 1.6 | .6  | 19.2 |
| 2015  | Washington | 10 | 10 | 41.8 | .405 | .365 | .831 | 5.5 | 4.6 | 1.6 | .7  | 23.4 |
| 2017  | Washington | 13 | 13 | 38.8 | .471 | .287 | .820 | 3.3 | 2.7 | 1.6 | .6  | 24.8 |
| 2018  | Washington | 6  | 6  | 36.0 | .454 | .467 | .870 | 3.3 | 2.8 | 1.2 | .3  | 23.2 |
| 2021  | Washington | 5  | 5  | 39.0 | .455 | .219 | .861 | 6.2 | 4.2 | .8  | .6  | 30.0 |
| 2024  | Phoenix    | 4  | 4  | 38.5 | .441 | .435 | .800 | 2.8 | 4.5 | .8  | .3  | 16.5 |
| Total | Total      | 49 | 49 | 39.7 | .442 | .353 | .828 | 4.4 | 3.8 | 1.4 | .6  | 22.9 |